# Лісове (Шептицький район)
Лі́сове — село в Україні, у Шептицькому районі Львівської області. Населення становить 10 особи (станом на 2021 рік).

## Географія
Село Лісове лежить за 27,7 км на півндень від районного центру, фізична відстань до Києва — 438,6 км.

## Історія
Лісове до 1940 року було присілком села Боянець.[джерело?]

## Населення
Станом на 1989 рік у селі проживала 59 осіб, серед них — 25 чоловіків і 34 жінки.
За даними перепису населення 2001 року у селі проживало 34 особи. Рідною мовою назвали:
| Мова       | Кількість осіб | Відсоток |
| ---------- | -------------- | -------- |
| українська | 34             | 100,00%  |